# 좋은강안병원
좋은강안병원은 부산광역시 수영구 수영로 493 에 위치한 은성의료재단 산하 종합병원이다.

## 연혁
- 2005년 2월 23일 병원 준공 및 개설
- 2005년 3월 3일 시무식 및 진료개시
- 2005년 4월 16일 개원식